# NGC 2644
NGC 2644 este o galaxie spirală situată în constelația Hidra. A fost descoperită în 6 februarie 1877 de către Édouard Stephan⁠(d). Se află la o distanță de 19,86 megaparseci de Pământ.